# Oxyagrion imeriense
Oxyagrion imeriense – gatunek ważki z rodziny łątkowatych (Coenagrionidae). Występuje w północnej części Ameryki Południowej; prawdopodobnie jest endemitem Wenezueli – stwierdzony w górach w stanach Amazonas i Bolívar.